# Joseph-Henri Réveillé-Parise
Joseph-Henri Réveillé-Parise, né le 14 septembre 1782 à Nevers et mort 28 septembre 1852 à Paris, est un médecin français.

## Biographie
Né à Nevers, il commence ses études de médecine à Paris entra au service en 1802, mais doit les interrompre pour effectuer son service militaire qui l'entraîne sur  tous les champs de bataille d'Europe, jusqu'à Waterloo. 
Il rentre soutenir sa thèse à Paris en 1816, à la suite de laquelle il est nommé médecin de l'hôpital militaire du Gros-Caillou à Paris, puis chirurgien-major de la gendarmerie d'élite. En 1823 il est reçu à l'Académie de médecine.

## Œuvres et publications
- Hygiène oculaire, 1816
- Physiologie et hygiène des hommes livrés aux travaux de l'esprit, 1834[1]
- Guide pratique des goutteux et des rhumatisants, 1837
- Étude de l'homme dans l'état de santé et l'état de maladie, 1844
- Traité hygiénique, médical et philosophique de la Vieillesse, 1852

On lui doit également une édition des Lettres de Guy Patin.

## Source
Marie-Nicolas Bouillet  et Alexis Chassang (dir.), « Joseph-Henri Réveillé-Parise » dans Dictionnaire universel d’histoire et de géographie, 1878 (lire sur Wikisource)